# Cyclosa tricolor
Cyclosa tricolor är en spindelart som först beskrevs av Leardi 1902.  Cyclosa tricolor ingår i släktet Cyclosa och familjen hjulspindlar.
Artens utbredningsområde är Filippinerna. Inga underarter finns listade i Catalogue of Life.